# Ахмед Абдулла Аль-Мубаракі
Ахмед Абдулла Аль-Мубаракі (1942) — кувейтський дипломат. Надзвичайний і Повноважний Посол Держави Кувейт в Києві (Україна).

## Біографія
Народився в 1942 році. Закінчив Каїрський університет, факультет журналістики, за фахом література.
З 1967 по 1981 — співробітник посольств Держави Кувейт в Пакистані та в Марокко.
З 1981 по 1983 — Надзвичайний і Повноважний Посол Держави Кувейт в Ємені.
З 1983 по 1988 — Надзвичайний і Повноважний Посол Держави Кувейт в Бахрейні.
З 1988 по 1995 — співробітник МЗС Кувейту.
З 1995 по 1998 — Надзвичайний і Повноважний Посол Держави Кувейт в Києві (Україна).